# Abraham Crijnssen (Schiff)
Die Abraham Crijnssen war ein Minenräumboot der Jan-van-Amstel-Klasse der niederländischen Koninklijke Marine, das vor allem dadurch bekannt wurde, dass es im Zweiten Weltkrieg als tropische Insel getarnt der japanischen Marine entkommen konnte.

## Geschichte
Das nach Abraham Crijnssen, einem niederländischen Eroberer aus dem 17. Jahrhundert, benannte Kriegsschiff war das dritte von acht Minenräumbooten der Jan-van-Amstel-Klasse und wurde im niederländischen Schiedam gebaut.
Die Abraham Crijnssen war in Niederländisch-Indien stationiert, als die Kolonie 1941 von Japan angegriffen wurde. Nach der Vernichtung der alliierten Flotte in der Schlacht in der Javasee bekam sie den Befehl, sich nach Australien abzusetzen. Die Besatzung tarnte hierzu das Deck derart dicht mit Gehölz, dass das Kriegsschiff kaum mehr von einer der unzähligen kleinen, vom Dschungel überwucherten Inseln der Region zu unterscheiden war. So getarnt gelang es den Niederländern, unentdeckt die japanischen Linien zu durchbrechen.
Am 26. August 1942 wurde die Abraham Crijnssen der Royal Australian Navy übergeben und dort bis zum 5. Mai 1943 unter ihrem alten Namen geführt. Das Schiff diente anschließend wieder der niederländischen Marine bis 1945 als Patrouillenboot. Am 7. Juni 1945 verließ Abraham Crijnssen Sydney in Richtung Darwin mit der Aufgabe, das niederländische U-Boot K IX abzuschleppen. Während der Fahrt riss das Schlepptau und K IX wurde an einen Strand gespült. Bis 1949 setzte man die Abraham Crijnssen als Patrouillenboot und zur Minenräumung in Niederländisch-Indien ein. Nach der Unabhängigkeit von Niederländisch-Indien 1949 kehrte das Schiff in die Niederlande zurück. Bis 1961 erfolgte eine Nutzung für Seekadetten. 1995 wurde beschlossen, die Abraham Crijnssen für die Nachwelt zu erhalten. Seit 1997 kann das Schiff im Marinemuseum von Den Helder besichtigt werden.

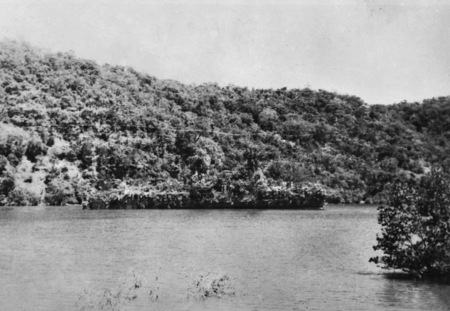
Die als Tropeninsel getarnte Abraham Crijnssen (1942)
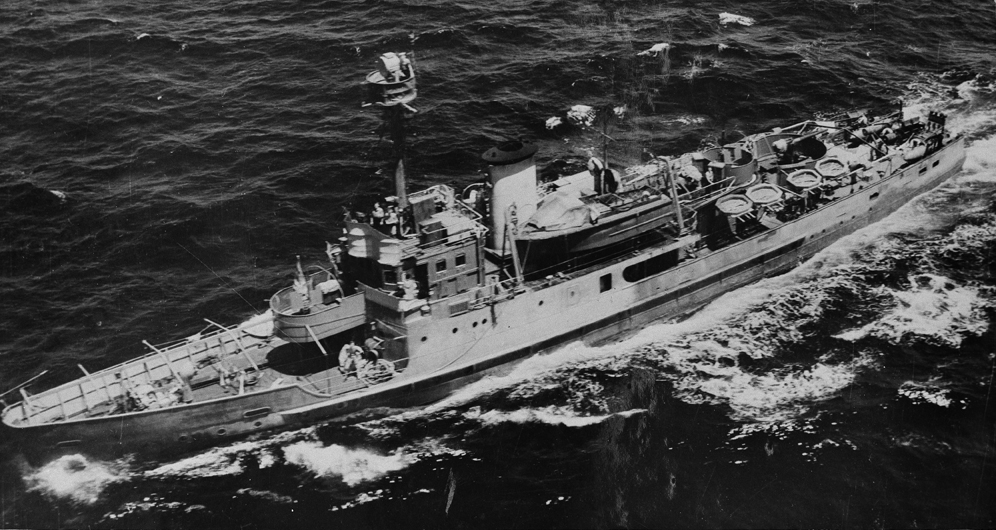
Die Abraham Crijnssen im australischen Dienst (1943)